# Prince of Persia: The Two Thrones
A Prince of Persia: The Two Thrones a Warrior Within folytatása és a Sands of Time trilógia záró epizódja, amit 2005 decemberében adott ki a Ubisoft az összes nagyobb platformra (Windows, Playstation 2, Xbox, GameCube), majd a későbbiekben Playstation 3-ra, illetve 
Prince of Persia: Rival Swords címen elkészült a PSP és Wii változat is.
A játékkal megpróbáltak egyensúlyt teremteni a könnyedebb hangulatú Sands of Time és a sokkal sötétebb Warrior Within között. Yuri Lowenthal lett ismét a Herceg hangja, (Sands of Time, The Forgotten Sands) Rick Miller a Sötét Hercegé, Sarah Carlsen pedig Kaileenáé. Stuart Chatwood and Inon Zur, akik a Warrior Within zenei anyagáért voltak felelősek, visszatértek, céljuk a perzsa motívumok visszahozása, de a Sands of Timenál grandiózusabb hangvétellel.
A játék eredetileg Starforce védelemmel jelent meg, de mivel azt sok kritika érte, a későbbi változatokból már kihagyták. (pl.: A teljes trilógiát tartalmazó gyűjteményes kiadásból.)

## Játékmenet
A korábbi részekben megismert játékmenet alapvetően nem változott, a hangsúly továbbra is az erősen akrobatikus elemekkel bővített platformrészeken és harcon van, kibővítve az elmaradhatatlan idő-manipuláló képességekkel, logikai részekkel és csapdákkal.
Újdonság hogy a Herceg egy kioldószerkezetnek köszönhetően nagyobb távokat is áthidalhat. Visszatér az Idő tőre is, amivel bizonyos helyeken megkapaszkodhat a falon, illetve magával hozta az előző rész két kardot használó harcmodorának megváltozását. Mivel a tőrrel nem lehet olyan nagy sebeket ejteni, így kevésbé véres maga a játék is, de bekerült a herceg repertoárjába az úgynevezett ’speed kill’ rendszer, így már lesz értelme lopakodásnak, ugyanis ellenfeleket (hátulról/fentről/alulról vagy akár egy kioldószerkezetről érkezve) meglepve a Herceg gyorsan végezhet velük, valamint az egyes főellenségek ellen is ezt kell majd használnia. Ez egy Quick Time Event, azaz akkor kell lenyomni a megfelelő gombot, amikor az a képernyőn felvillan, ha viszont a játékos elhibázza, akkor ellenfelek ellökik maguktól és ekkor már nem lesz lehetőség újra használni, rendes küzdelemben kell föléjük kerekednie. A mozdulat jellemzően több részből áll, ami függ az ellenfelek számától (legfeljebb 2) és erősségétől. A Sötét Herceg láncával megfojthatja a gyanútlan ellenfeleket, ilyenkor sokszor egymás után le kell nyomni a megfelelő gombot.
A Herceg sötét énje általában csak egy belső hangként jelenik meg, a történet során azonban előre meghatározott (azaz scriptelt) helyeken  átveszi a Herceg felett az uralmat, így innentől a játékos őt irányítja. Ilyenkor nem vehet fel a tőr mellé másodlagos fegyvert, ezt a szerepet ilyenkor a karakter karjával egybeolvadt ostorszerű lánc, a "Daggertail" fogja betölteni. Az átalakulás mellékhatása, hogy életereje folyamatosan csökken, amit homok begyűjtésével tud visszatölteni. (Tehát harccal vagy tereptárgyak szétzúzásával.) Amikor vízhez ér, az átváltozás megszűnik.
Újfajta kihívás is feltűnik, a játék során ugyanis a Hercegnek többször is lehetősége lesz harci szekérrel közlekednie, eközben figyelnie kell a szekerét megtámadókra és leszorítania az útról az őt szekérrel üldözőbe vevő ellenfeleit.

## Történet

A Sötét Herceggel új mozdulatok válnak elérhetővé

A Prince of Persia: The Two Thrones közvetlen a Warrior Within ’igazi’ befejezése után veszi fel a fonalat, vagyis a Herceg a Dahakát legyőzte, Kaileenát pedig megmentette végzetétől, akivel kettesben hajózik Babilon felé. Kaileena a játék során a narrátor szerepét fogja betölteni, ahogyan azt a Sands of Time részben a Herceg tette.
Ahogy közelednek a város felé a Herceg megválik medáljától és a tengerbe dobja azt. Amikor közelebb érnek elszörnyedve látja, hogy a városban háború dúl, hajójukat pedig nyílzáporral sújtják és egy katapulttal a tenger mélyére süllyesztik. A Herceg egy deszkába kapaszkodva partra sodródik és  szeme láttára vonszolják el szerelmét a rejtélyes támadók. Útra indul, hogy kiszabadítsa és akkor rájön, hogy ősi ellensége, Vizier áll a támadás mögött (Az Idő Szigetén történt eseményeknek köszönhető, hogy nem halott.) és ő rabolta el Kaileenát.
Amikor végre megtalálja szerelmét, bal karját egy ostorszerű lánccal megragadják és tehetetlenül kell végignéznie, ahogy a Vizier az Idő tőrével hason szúrja kedvesét, ezzel elszabadítva az Idő homokját, majd pedig önmagába mártja a tőrt, átváltoztatva magát egy halhatatlan szörnnyé. (Az Idő Istenének, Zurvannak nevezi magát – Zurvan, the God of Time.) Az elszabadult homok mindenkit átváltoztat, a Herceg azonban még időben elkapja az Idő Tőrét, viszont részlegesen így is megfertőződik.
Megmenekül, azonban a csatornában találja magát Babilon városának peremén és elindul, hogy megölje Viziert. Az Idő Homokjának hatására egy sötét személyiség alakul ki benne. A Herceg jó cselekedetekre törekszik, de a bosszúvágy hajtja előre, míg a Sötét Herceg (Dark Prince) egy rideg, kegyetlen, arrogáns és szarkasztikus személyiség, aki egy belső hangként igyekszik meggyőzni a Herceget, hogy tulajdonképpen ők egy és ugyanazon személy és ne törődjön másokkal csak saját magával. Számos alkalommal veszi át az irányítást a Herceg teste felett, ilyenkor egy egyedi homokszörnnyé változik és képessé válik a máshogy áthidalhatatlan akadályok leküzdésére, (Például a lánca segítségével, amit csak ilyen alakban használhat.) de minden egyes átváltozás sötét énjét erősíti. Ezt az állapotot a vízzel való érintkezés tudja feloldani.
Vizier nyomában összefut egy régi ismerőssel, Farahával, (Vizier megölte apját és elfoglalta királyságát, őt pedig elfogatta.) aki természetesen nem emlékszik semmire és meglepődik, hogy a Herceg ismeri őt. Kezdetben gyanakvó, ennek ellenére egy új kötelék van kialakulóban kettőjük között. A Herceg semmibe veszi sötét énje szavait és próbál segíteni az emberek szenvedésein. Az Idős ember összefogja a lakosságot és segít a Hercegnek a Vizier elleni támadásban. A Vizier azonban elragadja Farahát, hogy magához hasonlóvá formálja és királynőjévé tegye, a Herceg lába alatt egy varázslattal beszakítja a talajt, aki így egy földalatti aknába zuhan, ahol a Sötét Herceg megpróbálja teljesen uralma alá vonni. A Herceg megtalálva apja kardját és holttestét, elkeseredik, sötét énje pedig szemére veti az eddigi próbálkozásait a múlt megváltoztatásáról, illetve azok sikerességét. A Herceg végül belátja, hogy nem futhat tovább sorsa elől, nem törölheti el többé hibáit és azok következményeit, hanem el kell azokat fogadnia, a felismerésnek hála pedig úgy tűnik teljesen úrrá lesz a Sötét Hercegen. (Ezúttal víz segítsége nélkül.)
Megtalálva apja kardját, a Herceg kiszabadul a aknából és újra szembeszáll Vizierrel és az Idő tőrével szíven szúrja. A Vizier testéből szétáramló és a város minden pontján szétterjedő homok a torony tetején koncentrálódik és Kaileena alakja formálódik meg, aki megtisztítja a fertőzéstől és sebeit begyógyítja, a tőrt pedig egy másik világba viszi, hogy soha többet ne élhessenek vissza erejével, ezután eltűnik. Amikor lehajol apja koronájáért, a Sötét Herceg magához akarja ragadni teste irányítását (szinte megismétlődik az előző rész végén látott jelenet), de a Herceg végül örökre elhallgattatja. Farah felébreszti és megkérdezi, hogy honnan tudta a nevét. A Herceg pedig elmeséli neki történetét:
"Most people think time is like a river, that flows swift and sure in one direction. But I have seen the face of time, and I can tell you, they are wrong. Time is an ocean in a storm. You may wonder who I really am, and why I say this. Come, and I will tell you a tale like none you have ever heard."
"A legtöbben úgy gondolnak az időre, mint egy folyóra, ami sebesen áramlik egyetlen irány felé. Én viszont már láttam az igazi arcát és elmondhatom, hogy tévednek. Az idő sokkal inkább hasonlít egy óceánra, amin vihar tombol. Azon gondolkozol, ki lehetek én és miért mondom ezeket. Jöjj, elmesélek egy történetet, amilyet még sohasem hallhattál."
Pontosan ezeket a szavakat használta, amikor Farahnak a Sands of Time végén elmesélte a történéseket, a Vizierrel való harc előtt, így foglalva ezzel keretbe a trilógia eseményeit.

## Fogadtatás
| Összegzőoldal | Értékelés |
| ------------- | --------- |
| GameRankings  | 82%       |
| Metacritic    | 85/100    |

| Szerző   | Értékelés |
| -------- | --------- |
| GameSpot | 8,4/10    |
| GameSpy  | 4/5       |
| IGN      | 9/10      |
| PC Guru  | 88/100    |

Általánosan kedvező értékeléseket kapott a játék, a Metacritic 4 platformot tekintve (PC, PS2, Xbox, GC) 85%-os átlagot mutat. Az IGN az audió és a vizuális részt dicsérte, míg a játék hosszával nem volt megelégedve. A GamesRadar 9 ponttal jutalmazta a Herceg remek visszatérését, kiemelve az ötletes pályatervezést és humorát. A Gamespy is meg volt elégedve, 5 csillagból 4-et ítélt a játéknak. A Mygamer.com kevésbé bánt kesztyűs kézzel a játékkal, 7.4 pontot adott rá és tisztes iparos munkának nevezte, bár a remek látványt ők is kiemelték.
A PC Guru értékelésében a fő pozitívumot az előző részekkel szembeni változatosság, a rengeteg nagyszerű platformelem és a remek főellenfelek jelentették. Legfőbb negatívumnak az újdonságok hiányát nevezték meg, a Herceg sötét énjének megjelenése sem hozta el a várt változásokat a játékmenetben.
A Wii változat, a Rival Swords kevésbé kapott pozitív értékeléseket. (Metacritic: 70 pont) Az IGN szerint, aki 7.1 pontot adott rá, a játék irányítása néhány helyen élvezhetetlenné teszi a játékot, bár néha jelentősen hozzáad a hangulathoz.